# George Dalgarno
George Dalgarno (1616 ca. – 1687) è stato un filosofo, pedagogista e glottoteta scozzese.

## Biografia
Si occupò soprattutto di problemi linguistici. Originario di Aberdeen, si laureò nel 1631 al Marischal College della stessa città. Negli anni '50 del XVII secolo fu professore ad Oxford, dove ebbe una feconda collaborazione con John Wilkins fino al 1659, quando le loro idee si divisero. 
Nel 1657 venne incoraggiato da Samuel Hartlib a perfezionare un sistema stenografico per il quale Dalgarno già stava lavorando, perché diventasse un più ambizioso sistema universale; di conseguenza Wilkins pubblicò degli scritti sull'argomento nello stesso anno. Questo suo impegno lo portò in contatto con alcuni membri dell'Oxford Philosophical Club, uno dei precursori della Royal Society.
Fu l'autore dell'opera Didascalocophus or the Deaf's and Dumb Man's Tutor (1680), che proponeva un metodo linguistico del tutto nuovo per l'insegnamento ai sordomuti. Questo metodo è tuttora in uso negli Stati Uniti d'America.
Fu interessato alla costruzione di quella che chiamò "lingua filosofica", oggi più comunemente definita "lingua universale", analogamente a quanto fatto da Comenio con la sua Panglottia, presentata nell'opera Via lucis (La via della luce) del 1641. 
Una traduzione moderna della relativa opera di Dalgarno Ars signorum (L'arte dei segni) del 1661 è stata pubblicata nel 2001, in un'edizione che include anche la sua autobiografia ed altri suoi manoscritti.

## Varie
Al filosofo inglese è stato dedicato l'asteroide "6941 Dalgarno", situato nella fascia principale, scoperto nel 1976.